# 技術試驗衛星7號
技術試驗衛星7號（英文簡稱：ETS-VII），是由日本宇宙開發事業團所製造與發射的，別稱是KIKU-7。這顆人造衛星在1997年11月28日藉由 H-II運載火箭從種子島太空中心發射升空，這顆人造衛星的最大特色是有一支長約2公尺的機械手臂，可以用於操作數項太空實驗與太空對接任務，由於此一特色，技術試驗衛星7號也是第一顆搭配機械手臂的人造衛星，也是第一枚完成對接操作的無人太空船。原先技術試驗衛星7號預計使用1.5年，不過最終延展計畫到將近5年的時間 。

## 技術諸元
技術試驗衛星7號有兩個主要元件，包括追踪衛星與目標衛星。 追踪衛星是這顆衛星的主體，也被稱為牽牛星，2公尺的機械手臂正是安裝在這個部分；另一個比較小的目標衛星則被稱做織女星。 整體而言技術試驗衛星7號為一個箱子狀的物體，重量達2,860公斤， 技術試驗衛星7號擁有三面太陽能板，在追踪衛星、目標衛星分別為兩面與一面。定位方面則是借助相對全球定位系統來達成。

## 衛星任務
1997年11月28日，技術試驗衛星7號借助H-II運載火箭從種子島太空中心發射升空，最終進入傾斜35度、高度約550公里的低地球軌道。
技術試驗衛星7號原定預計壽命為1.5年，並於1999年5月完成任務；然而，到了1999年3月，由於衛星狀況良好，因此任務時間延展了半年，所以最後的實驗也進行到了1999年12月16日。此後，沒有新的實驗任務，純粹測試人造衛星的耐久度。2002年10月30日，技術試驗衛星7號完成其所有使命。
宇宙開發事業團也邀請日本國內其他機構、國外組織參與技術試驗衛星7號的實驗，像是歐洲太空總署也參與這項計畫。

## 實驗
太空對接實驗在技術試驗衛星7號總共進行過3次，其中包括20公分遠離測試並再抓回；除此之外，也運用了機械手臂進行了其他的實驗。大部分的實驗都在1999年3月完成，主要實驗也都在1999年5月之前完成。在1998年8月進行的第二次太空對接實驗中曾經出現一些錯誤，直到1999年3月初才獲得排除。最終一次的太空對接實驗是在1999年10月27日進行；而機械手臂的部分最終則是在1999年11月29日完成。整體而言，實驗最終在1999年12月15日結束。

## 外部連結
- 太空對接GIF動畫